# Oreiní
Oreiní (Oreini) är en ort i Grekland.   Den ligger i prefekturen Nomós Serrón och regionen Mellersta Makedonien, i den nordöstra delen av landet, 400 km norr om huvudstaden Aten. Oreiní ligger 756 meter över havet och antalet invånare är 742.
Terrängen runt Oreiní är kuperad åt nordväst, men åt sydost är den bergig. Runt Oreiní är det ganska tätbefolkat, med 222 invånare per kvadratkilometer. Närmaste större samhälle är Serrai, 12,8 km söder om Oreiní. I omgivningarna runt Oreiní växer i huvudsak blandskog.